# Федорончук, Николай Михайлович
Федорончук Николай Михайлович (р. 19 мая 1948, Лука, Станиславская область) — советский и украинский ботаник, доктор наук, ведущий научный сотрудник Института ботаники имени Н. Г. Холодного.

## Биография
Родился 19 мая 1948 года в селе Лука. Учился на биологическом факультете Черновицкого государственного университета, который закончил в 1972 году. С 1975 по 1979 годы был аспирантом Института ботаники имени Н. Г. Холодного, саму аспирантуру проходил при Ботаническом институте им. В. Л. Комарова под руководством академика Армена Тахтаджяна. В 1979 году защитил кандидатскую диссертацию на тему «Монографический обзор родов Trinia Hoffm., Rumia Hoffm. и Ledebouriella (Wolff) K.-Pol. (Apiaceae)».
В том же году начал работу в Институте ботаники имени Н. Г. Холодного как младший научный сотрудник. С 1984 года работает там старшим научным сотрудником, а с 2006 года — ведущим научным сотрудником отдела систематики и флористики сосудистых растений. В 2006 году защитил докторскую диссертацию на тему «Семейство Сaryophyllaceae Juss. во флоре Украины: систематика, география, история развития».
В 2009 году принимал участие в подготовке нового издания «Красной книги».
В научном наследии ученого около 300 научных трудов, из них 23 монографии. Сфера научных интересов Николая Федорончука охватывает систематику сосудистых растений, номенклатуру, фитогеографию, экологию, охрану растительного мира.